# Eesti Raudtee
Ferrocarriles estonios (en estonio: AS Eesti Raudtee), conocida como Eesti Raudtee o EVR, es la empresa nacional de infraestructura ferroviaria de Estonia. Posee una red de 1191 kilómetros de líneas férreas de vía ancha (1524 mm) en todo el país, incluyendo los 192 kilómetros que utilizan los trenes de cercanías Elron en Tallin. Su único accionista es el gobierno de Estonia.

## Historia

### Creación y primeras operaciones
Poco después de la restauración de la independencia de Estonia, la empresa estatal Eesti Raudtee se constituyó como la compañía ferroviaria nacional de Estonia el 1 de enero de 1992. Las actividades de la empresa consistían principalmente en el transporte de mercancías por ferrocarril, en particular de productos petrolíferos rusos, a los puertos estonios libres de hielo en el mar Báltico. Los servicios de pasajeros solían ser prestados por operadores independientes que utilizaban la infraestructura de Eesti Raudtee mediante una serie de acuerdos de acceso a las vías.

### Privatización
A mediados de 2000, se anunció que el gobierno estonio buscaba privatizar sus operaciones ferroviarias.  El 31 de agosto de 2001, el 66% de las acciones de la compañía se vendió a Baltic Rail Services, un consorcio formado por Rail World (25,5%), Jarvis (25,5%), Railroad Development Corporation (5%) y OÜ Ganiger Invest, liderado por los empresarios estonios Jüri Käo y Guido Sammelselg (44%).
Como resultado de la privatización, se introdujeron rápidamente nuevas estructuras de gestión en la compañía, junto con una inversión considerable destinada a implementar las mejores prácticas internacionales, entre otros objetivos. En 2002, Eesti Raudtee presentó un nuevo logotipo e identidad corporativa con motivo de su décimo aniversario. El nuevo logotipo consistía en las dos letras "E" y "R", de color rojo y fusionadas para simbolizar el nombre de la empresa. 
Tras las elecciones de 2003, el gobierno estonio modificó las normas sobre los derechos de acceso abierto y limitó el nivel de las tarifas de acceso a las vías, lo que afectó negativamente la viabilidad comercial de Eesti Raudtee y deterioró las relaciones entre Baltic Rail Services y el Estado. En julio de 2005, Baltic Rail Services emitió una notificación de disputa al gobierno estonio alegando el incumplimiento de los tratados bilaterales de inversión. Para abril de 2006, la disputa entre ambas partes había alcanzado niveles máximos y se planteó la posible venta de la participación en Eesti Raudtee.

### Renacionalización y reestructuración en cumplimiento de la legislación de la UE
En enero de 2007, el gobierno estonio renacionalizó Eesti Raudtee, poniendo fin a la participación de Baltic Rail Services. Durante 2009, se formaron dos nuevas filiales propiedad al 100 % de EVR: EVR Infra, responsable de la gestión de la infraestructura ferroviaria, y EVR Cargo, que asumió las operaciones de transporte de mercancías de la empresa matriz. Según se informa, esta reorganización se realizó para cumplir con la legislación de la Unión Europea. En 2012, el operador de transporte de mercancías AS EVR Cargo (rebautizado como Operail en 2018) se separó de Eesti Raudtee; casi al mismo tiempo, EVR Infra pasó a llamarse Eesti Raudtee.

### Inversiones y modernización de infraestructura

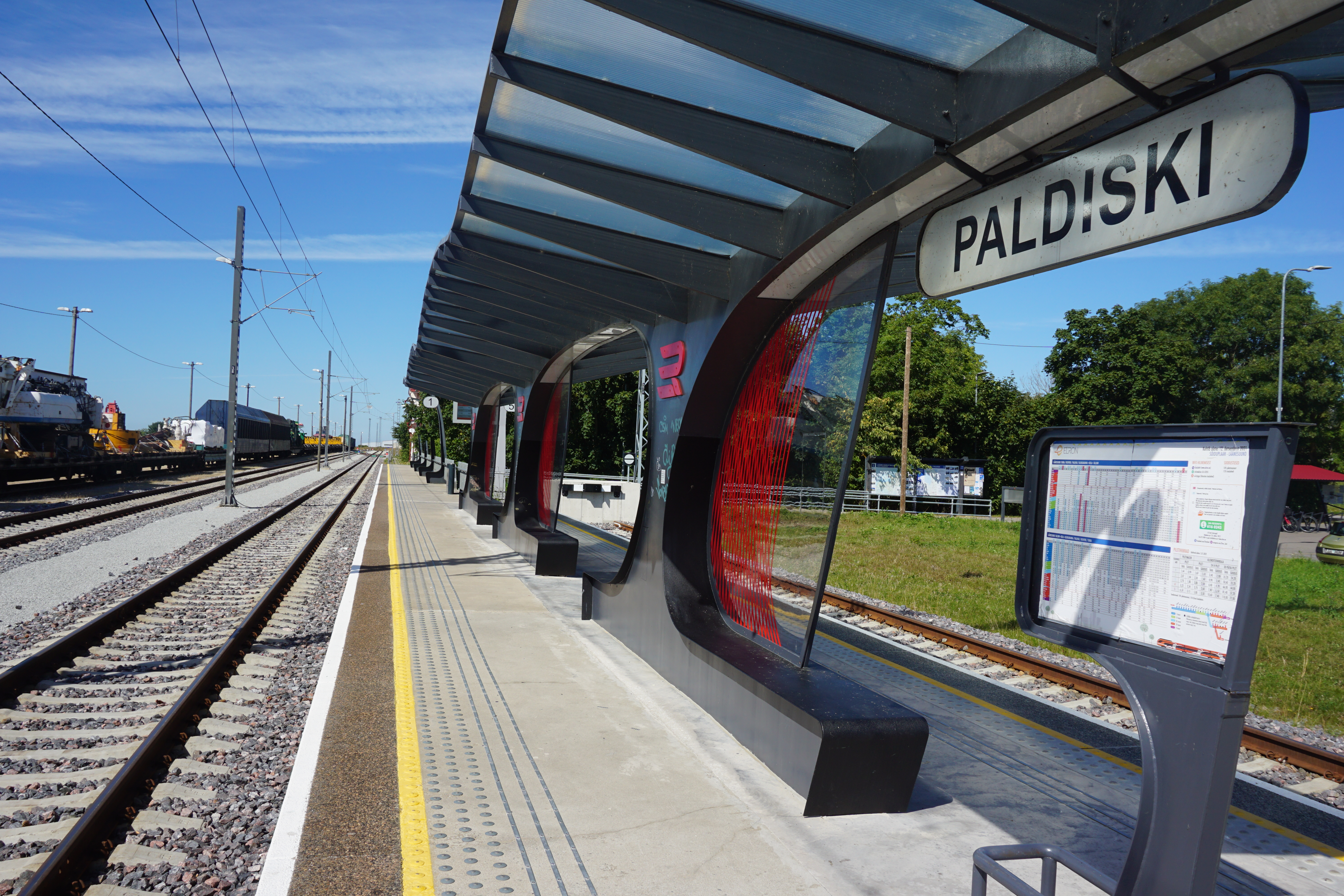
Estación de Paldiski con los logos de EVR

A finales de la década de 2010 y principios de la de 2020, se produjeron varias inversiones en la infraestructura ferroviaria de Estonia. En diciembre de 2017, finalizaron las obras de modernización de 57 km de la importante línea Tapa-Tartu, lo que permitió que los trenes de pasajeros circularan a una velocidad máxima de 120 km/h, mientras que los trenes de mercancías también pudieron circular a una velocidad de hasta 80 km/h. Entre 2018 y 2021, Mipro renovó la señalización de la línea Lääne-Harju, que discurre al oeste de Tallin. En julio de 2020, se anunció el lanzamiento de un programa de inversiones de una década de duración, destinado a mejorar los niveles de calidad y seguridad. En diciembre de 2020, una empresa conjunta de las empresas de ingeniería españolas Ardanuy Ingeniería y Ayesa Ingeniería y Arquitectura obtuvo un contrato de 3,7 millones de euros para producir los requisitos técnicos y diseños preliminares de un programa de electrificación de 25 kV 50 Hz que cubre casi la totalidad de la red ferroviaria no electrificada de Estonia.

### Cooperación regional
En mayo de 2018, la empresa, junto con las compañías ferroviarias de Letonia y Lituania, firmó un acuerdo para establecer conjuntamente la ruta de transporte de mercancías del Tren del Ámbar desde Šeštokai, pasando por Riga, hasta Tallin. Como parte de esta iniciativa, se construyó una nueva terminal de mercancías multimodal conectada directamente con el puerto de Muuga, lo que facilita el transbordo de mercancías entre el mar y la red ferroviaria de Estonia. El 13 de septiembre de 2022, el primer servicio del Tren del Ámbar partió de Muuga hacia la terminal de Kaunas; las mercancías de la terminal también se transportarán a Muuga en el viaje de regreso, la mayoría de las cuales se enviarán a Finlandia.